# آب‌سنگ حلقوی الیف
اب‌سنگ حلقوی الیف (به لاتین: Alif Dhaal Atoll) یک منطقهٔ مسکونی در مالدیو است که در مالدیو واقع شده‌است. اب‌سنگ حلقوی الیف ۸٬۱۴۵ نفر جمعیت دارد.